# Cmentarz św. Jakuba w Olsztynie
Cmentarz św. Jakuba (niem. St. Jacobi-Friedhof) – cmentarz położony w Olsztynie przy Alei Wojska Polskiego (dawniej Guttstadter-Chaussee), na osiedlu Wojska Polskiego.

## Historia
W 1773 cesarz Fryderyk II Wielki wydał dekret nakazujący likwidację cmentarzy przykościelnych znajdujących się w obrębie murów miejskich i zakładanie nowych poza miastem. W Olsztynie spowodowało to likwidację najstarszego cmentarza miejskiego, który otaczał kościół św. Jakuba. W 1799 zaprzestano pochówków w podziemiach świątyni, ale cmentarz przykościelny całkowicie zlikwidowano dopiero w 1858. W tym czasie kasacji uległ również cmentarz przy kaplicy św. Ducha, który znajdował się w pobliżu Dolnej Bramy. W 1870 zamknięto dla pochówków istniejący od 1582 cmentarz, który był zlokalizowany przy rozebranym w 1803 kościele św. Krzyża. Stan ten wymusił założenie nowych nekropolii, m.in. w 1869 powstał niewielki, działający tylko 13 lat cmentarz ewangelicki przy obecnej ul. Partyzantów. W 1870 zakupiono teren noszący nazwę Aachen Plan, który należał do Augustyna Karaua proboszcza parafii św. Jakuba, który był również kanonikiem kapituły warmińskiej oraz do mieszczanina o nazwisku Ast. W ten sposób powstał cmentarz katolicki, którego patronem został św. Jakub. Poza pierwszymi pochówkami przeniesiono tu kilka nagrobków z likwidowanego cmentarza św. Krzyża m.in. pochodzący z 1848 pomnik Adolfa i Olimpii Schlimphów. W 1881 wybudowano kaplicę cmentarną (obecna parafia polsko-katolicka Matki Boskiej Wniebowziętej), a w 1892 została dokupiona parcela o powierzchni 358 m² i w ten sposób obszar cmentarza zajął 2,6 ha. W 1904 cała nekropolia była wypełniona nagrobkami, w związku z tym parafian kościoła św. Jakuba zaczęto chować na cmentarzu św. Józefa, a tu dokonywano tylko dochowań do już istniejących grobów. Ostatecznie cmentarz św. Jakuba zamknięto w 1962, a w 1984 został on wpisany do rejestru zabytków.

## Pochowani na cmentarzu św. Jakuba
- Jan Liszewski – założyciel „Gazety Olsztyńskiej”, nauczyciel, poeta, etnograf;
- Jakub Rarkowski – burmistrz Olsztyna w latach 1836-1865.

Na cmentarzu tym spoczywał również Seweryn Pieniężny (starszy), ale jego prochy zostały ekshumowane w 1962 na cmentarz komunalny przy ul. Poprzecznej.